# Вот, Джулия
Джулия Вот (англ. Julia Voth; род. 16 мая 1985, Реджайна) — канадская актриса и фотомодель. Наиболее известна по образу Джилл Валентайн в играх серии «Resident Evil».

## Биография
Джулия Вот родилась 16 мая 1985 года в городе Реджайна, провинции Саскачеван, Канада. Карьеру модели начала в агентстве Calvin Klein, участвовала в показах в Токио, Париже и Нью-Йорке. В 2002 году её внешность была использована для создания образа Джилл Валентайн в одной из игр по франшизе «Resident Evil» — «Resident Evil: Biohazard». В дальнейшем её лицо также использовалось в «Resident Evil: The Umbrella Chronicles» (2007) и «Resident Evil 5» (2009).
В кино Джулия дебютировала в 2009 году с ролью в фильме «Юбилей», в том же году снялась в одной из главных ролей фильма «Стервозные штучки». В 2013—2014 годах снималась в сериале «Пакетное соглашение». В 2015 году за эту роль была номинирована на премию «Canadian Screen Awards» в категории «Лучшая комедийная актриса».

## Личная жизнь
В 2018 году вышла замуж за продюсера Дэвида Зоншайна.

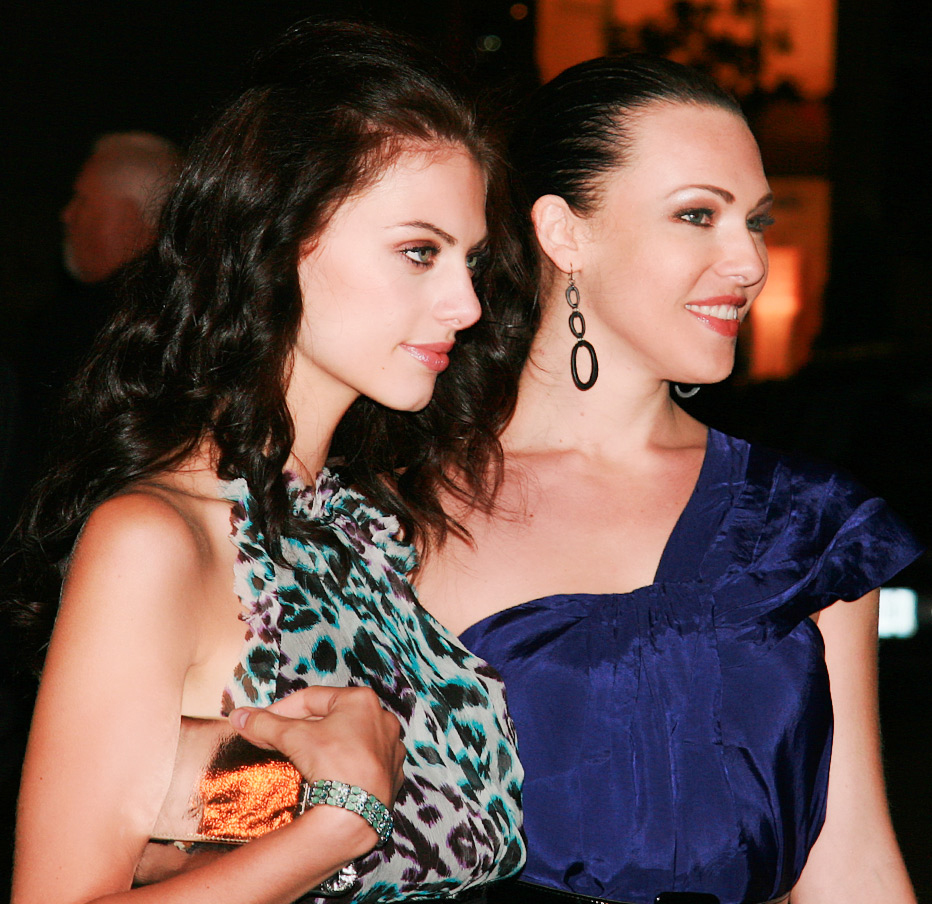
Джулия Вот и Эрин Каммингс на фестивале в Торонто, 2009 год

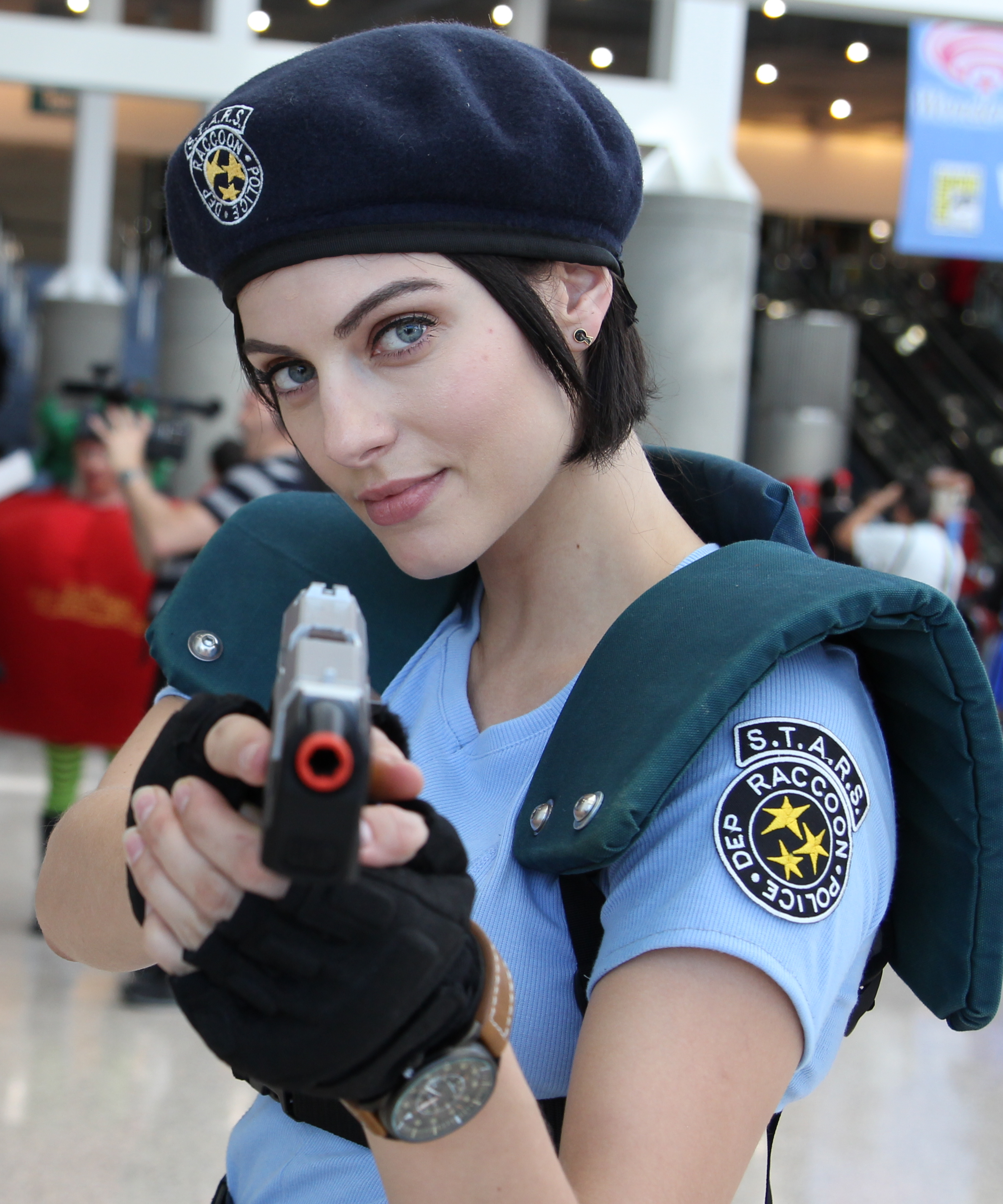
Джулия Вот в образе Джилл Валентайн на фестивале WonderCon 2016

## Фильмография
| Год       |     | Русское название                       | Оригинальное название                  | Роль                    |
| --------- | --- | -------------------------------------- | -------------------------------------- | ----------------------- |
| 2002      | ки  | Resident Evil                          | Resident Evil                          | Джилл Валентайн (образ) |
| 2007      | ки  | Resident Evil: The Umbrella Chronicles | Resident Evil: The Umbrella Chronicles | Джилл Валентайн (образ) |
| 2009      | ки  | Resident Evil 5                        | Resident Evil 5                        | Джилл Валентайн (образ) |
| 2009      | ф   | Юбилей                                 | The Anniversary                        | Шелли                   |
| 2009      | с   | Сотовый                                | The Phone                              | агент №1                |
| 2009      | ф   | Стервозные штучки                      | Bitch Slap                             | Трикси                  |
| 2009      | ф   | Любовные раны                          | Love Hurts                             | юная Аманда             |
| 2010      | с   | Пухлики                                | Huge                                   | Челси                   |
| 2010      | с   | Сверхъестественное                     | Supernatural                           | Лана                    |
| 2011      | ф   | Лилит                                  | Lilith                                 | Сара                    |
| 2011      | кор | Один                                   | Alone                                  | Сара Иствуд             |
| 2011      | с   | Касл                                   | Castle                                 | Вайолет Юнг             |
| 2012      | кор | Проект S.E.R.A.                        | Project: S.E.R.A.                      | Джиллиан Эймс           |
| 2012      | тф  | Воссоединение одноклассников           | Holiday High School Reunion            | Кэти                    |
| 2013      | с   | Проект S.E.R.A.                        | Project: S.E.R.A.                      | Джиллиан Эймс           |
| 2013—2014 | с   | Пакетное соглашение                    | Package Deal                           | Ким Мэттингли           |
| 2015      | ф   | Болеутоляющие                          | Painkillers                            | Мастерс                 |
| 2016      | ф   | Дорога на Сиэтл                        | Seattle Road                           | Ив                      |
| 2016      | кор | Спаси её                               | Save Her                               | Слоан                   |
| 2016      | кор | Несправедливость для всех              | Injustice for All                      | Лоис Лэйн               |
| 2017      | с   | Война Такера                           | Tucker's War                           | Фриско Кейт             |
| 2017      | ф   | Тяжёлые ситуации                       | Hard Surfaces                          | Лиз Ван Хаутен          |
| 2019      | ф   | Кусь                                   | Bit                                    | Сиран                   |